# Juscelinomys candango
Juscelinomys candango är en utdöd däggdjursart som beskrevs av João Moojen 1965. Juscelinomys candango ingår i släktet Juscelinomys och familjen hamsterartade gnagare. IUCN kategoriserar arten globalt som utdöd. Inga underarter finns listade.
Arten upptäcktes i området för staden Brasilia när den var under uppbyggnad. Den vistades där vid 1030 meter över havet. Senare påträffades inga individer.
De undersökta exemplaren var 12,8 till 15,5 cm långa (huvud och bål) och hade en 8,5 till 11,6 cm lång svans. Bakfötterna var 2,1 till 2,4 cm långa och öronen var 1,2 till 1,5 cm stora. Viktuppgifter saknas. Håren som bildade ovansidan päls var gråa nära roten och sedan orangeröda, samt ibland med en svart hårspets vad som gav ett spräckligt rödbrunt utseende. En ring kring varje öga, nosens spets och delvis kinderna var orangeröda. Det fann en tydlig gräns mot den orangebruna undersidan. Några ställen på undersidan var mörkare men det kan bero på långvarig kontakt med jord. De små öronen var bra täckt med korta hår på baksidan. Hos Juscelinomys candango blev svansen smalare mot spetsen. Håren på svansen var svarta nära roten och orange vid spetsen. På svansens ovansida var det orange avsnittet kortare och ovansidan såg därför mörkare ut. Arten hade smala morrhår. Jämförd med Juscelinomys huanchacae var arten intensivare färgad på undersidan och svansen var tjockare närmast bålen. Som hos den Juscelinomys huanchacae tappade individer av arten svansen lätt.
De äldre hannarna hade ett längre kranium än den enda honan som undersöktes. Andra skillnader mellan artens kön är inte kända. Holotypen och de andra exemplaren finns bevarade i det brasilianska nationalmuseet i Rio de Janeiro.
I magsäcken av några exemplar hittades myror och växtdelar. De grävde underjordiska bon med gångar som hade ett ovalt tvärsnitt. Boets kammare fanns cirka 80 cm under markytan och den var delvis fodrat med gräs och bitar från rötter. Annars är levnadssättet okänt.
Även om arten är klassificerad som utdöd finns några lämpliga habitater i området kring Brasilia. Dessa landskap minskar i antal och storlek när jordbruksmark etableras och främmande grässorter planteras på betesmarker.